# فرودگاه تک‌بانده کدخه
فرودگاه تک‌بانده کدخه (به انگلیسی: Cadejé Airstrip) یک فرودگاه خصوصی است که یک باند فرود خاک دارد و طول باند آن ۷۸۷ متر است. این فرودگاه در کشور مکزیک قرار دارد و در ارتفاع ۷۲ متری از سطح دریا واقع شده‌است.